# Lebus

Blick von den überfluteten Oderwiesen zur Altstadt Lebus (2021)

Lebus (leˈbu:s) ist eine amtsangehörige Kleinstadt im Südosten des Landkreises Märkisch-Oderland in Brandenburg. Die Stadt ist Sitz der Verwaltung des Amtes Lebus.

## Geographische Lage
Lebus liegt im nach der Ortschaft benannten Land Lebus an der mittleren Oder, etwa zehn Kilometer nördlich von Frankfurt (Oder) auf 56 m ü. NHN. Das Stadtgebiet grenzt im Norden an die Gemeinde Lindendorf (Amt Seelow-Land) sowie an die Gemeinden Podelzig und Reitwein (Amt Lebus), im Osten an die polnische Woiwodschaft Lebus, im Süden an die kreisfreie Stadt Frankfurt (Oder), im Südwesten an die Gemeinde Treplin (Amt Lebus), im Westen an die Gemeinde Zeschdorf (Amt Lebus) und die Gemeinde Fichtenhöhe (Amt Seelow-Land).

## Stadtgliederung
Die Stadt Lebus besteht laut ihrer Hauptsatzung aus den bewohnten Stadtteilen
- Lebus
- Mallnow
- Schönfließ
- Wulkow
- Wüste Kunersdorf

Ortsteile im Sinne von § 45 ff. der Kommunalverfassung des Landes Brandenburg sind Mallnow, Schönfließ und Wulkow. Als Wohnplätze sind Elisenberg, Elisenheim, Lindenhof, Unterkrug und Wilhelmshof ausgewiesen.

## Geschichte

### Mittelalter
Lebus war eine polnische Bistums- und Stadtgründung auf dem linken Oderufer, die schließlich der deutschen Konkurrenzgründung Frankfurt unterlag.
Bis zur Gründung von Frankfurt (Oder) im Jahr 1253 galt Lebus als unbestrittener Mittelpunkt der gleichnamigen Landschaft Land Lebus. Die Stadt liegt auf einem Bergrücken von 500 m Länge und 50–100 m Breite, der auch Reste alter Wehranlagen trägt und sich durch Querrinnen in den Turmberg, den Schlossberg und den Pletschenberg teilt. Diese werden bereits in einem Teilungsvertrag von 1249 als obere, mittlere und untere Burg bezeichnet.
Bereits aus der jüngeren Bronzezeit um 1000 v. Chr. lassen sich erste Besiedlungsspuren feststellen, die sich über den gesamten Berg erstreckten. Diese Besiedlungsspuren wurden in der frühen Eisenzeit verstärkt und befestigt. Diese Anlagen wurden aber zur Mitte des 1. Jahrhunderts v. Chr. aufgegeben.
Nach Abzug der Germanen in der Völkerwanderung findet sich spätestens zu Beginn des 9. Jahrhunderts eine neue Befestigung durch die einwandernden Slawen. Dabei wurde hier vermutlich bereits die Hauptburg des Stammes der Leubuzzi, des östlichsten Stammes der Wilzen angelegt, die links und rechts der Oder siedelten und diesem Land ihren Namen geben sollten. Seither ist der Name der Burg als Lubus, Lebuz oder Lebus überliefert. Es wird vermutet, dass der Name auf den des Wilzenfürsten Liubus zurückzuführen ist, der Anfang des 9. Jahrhunderts die Oberhoheit über die Stämme der Wilzen besaß. Um 925 wurde die Burg vermutlich durch Streitigkeiten innerhalb des Stammes wieder zerstört.
Noch vor dem Jahr 1000 wurde Lebus von dem polnischen Herrscher Mieszko I. oder seinem Sohn Bolesław Chrobry wiederaufgebaut und verstärkt. Lebus gehörte fortan zweieinhalb Jahrhunderte lang zum Piastenstaat und übte eine beherrschende Rolle über die sich hier kreuzenden Verkehrswege aus, da sich hier die weit und breit beste Furt der Oder befand.
Bolesław III. Schiefmund gründete 1125 das Bistum Lebus, das ein Suffragan des Erzbistums Gnesen war. Sitz des Bistums wurde Lebus, das eine Kathedralkirche erhielt. Sie war dem heiligen Adalbert von Prag geweiht und lag vermutlich auf dem Burgberg. Der heilige Adalbert stand für die Heidenmission des Piastenstaates, für die das Bistum offensichtlich bestimmt war.
Seit 1138 war Lebus im Besitz der schlesischen Piasten und kam durch die Politik Heinrichs I. „des Bärtigen“ zeitweise an Großpolen. Heinrich I. verlieh dem Ort auch 1226 oder früher das Stadtrecht. Vermutlich während der folgenden Kämpfe wurde die Burg zerstört. Als 1241 oder 1242 Mieszko, der Sohn Heinrichs II. „des Frommen“, starb, wurde er nicht in der Grabkirche der Dynastie im Kloster Leubus, sondern in der Peterskirche unterhalb der Burg beigesetzt.
Mitte des 13. Jahrhunderts ergriffen Askanier als Markgrafen von Brandenburg die Herrschaft über Lebus, regierten es ab 1249/50 als Kondominium zusammen mit dem Erzbischof von Magdeburg und waren seit 1287 die alleinigen Herren der Burg wie auch des Landes Lebus. Sie förderten die Stadt allerdings kaum noch, sondern hatten in Konkurrenz zu ihr 1253 die Stadt Frankfurt gegründet, wodurch Lebus rasch zur Bedeutungslosigkeit herabsank und 1354 an den Bischof fiel. Der Bischofssitz wiederum wurde schon 1276 nach Göritz (Oder) (heute Górzyca) verlegt, als Kathedralkirche diente im 14. Jahrhundert die Peterskirche mit dem Grab Heinrichs II. unterhalb der Burg Lebus. 1373 ging mit dem Sitz des Bischofs auch der der Kathedrale nach Fürstenwalde/Spree, wenn auch das Bistum den Namen Lebus bis zur Säkularisation beibehielt. Nach der Schlacht bei Müllrose am 10. April 1432 wurde das in seiner Bedeutung schon stark geschmälerte Lebus am 14. April durch eine ca. 1000 bis 1500 Mann starke Abteilung des Hussitenheeres geplündert und völlig zerstört.

### Neuzeit
1555 wurde das Bistum säkularisiert. Seitdem verfiel auch die Burg, 1589 und 1631 brannten die meisten Gebäude nieder, 1713 auch die letzten festen Türme. 1765 wurden die Reste abgetragen. Seit dem 18. Jahrhundert trägt auch die Siedlung dörflichen Charakter.

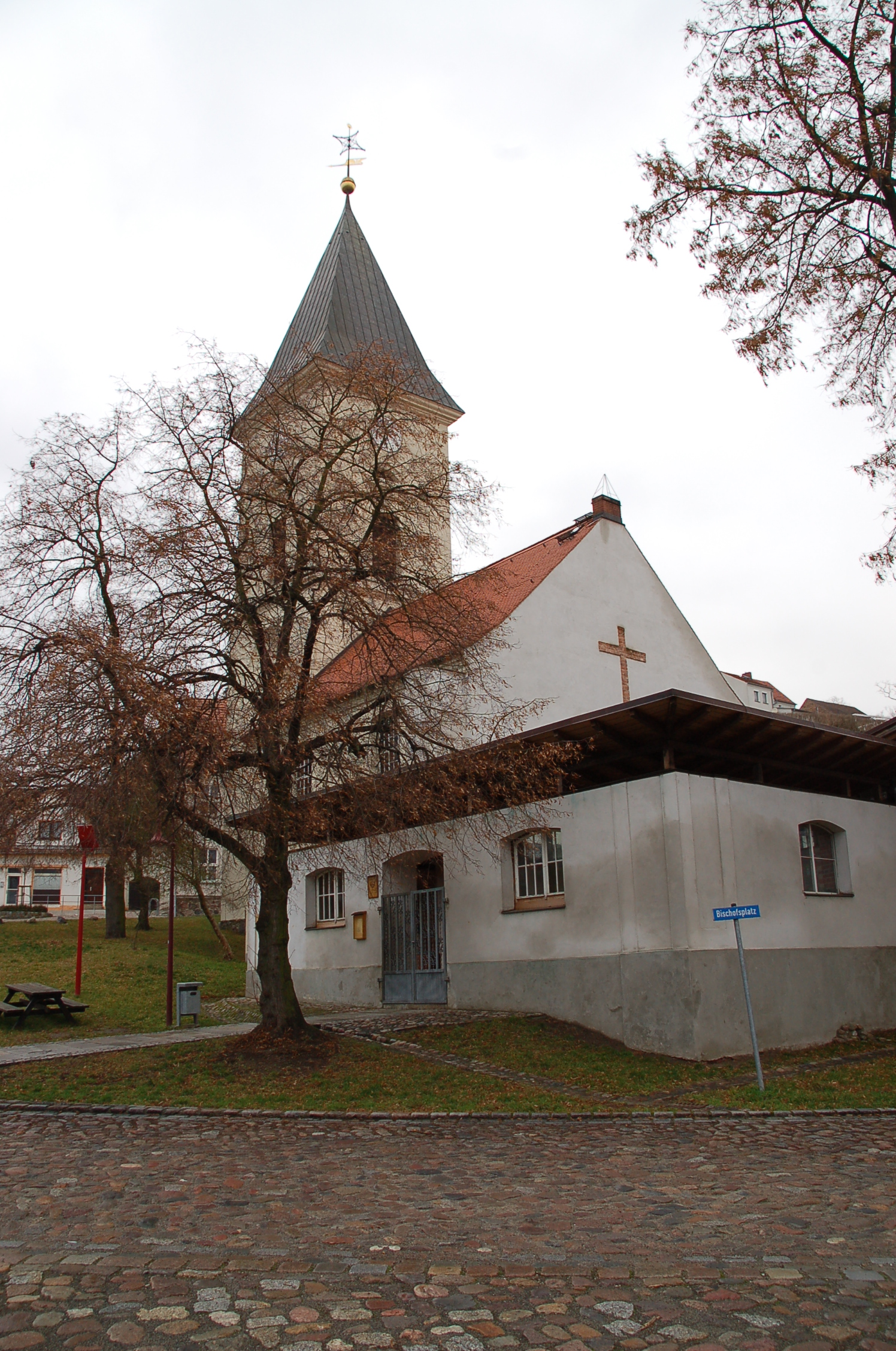
Evangelische Stadtkirche

Der Begriff „Lebuser Land“ lebt bis heute auch im Namen der benachbarten polnischen Woiwodschaft Lebus (województwo lubuskie) fort.
Gegen Ende des Zweiten Weltkrieges 1945 wurde Lebus bei den Kampfhandlungen im Zuge der Schlacht um die Seelower Höhen fast völlig zerstört und in den 1950er/1960er Jahren wieder aufgebaut. So wurde unter anderem das Volkssturmbataillon 7/108 „Franken“ im Frühjahr 1945 an der Oderfront zwischen dem zur Festung erklärten Frankfurt (Oder) und der Stadt Lebus eingesetzt.
Bis etwa Mitte der 1970er Jahre gab es eine Forschungsstelle der Akademie der Wissenschaften der DDR auf dem Burgberg. Der Prähistoriker Wilhelm Unverzagt hatte bereits 1938 bis 1943 als Direktor am Berliner Museum für Vor- und Frühgeschichte am Burgberg und an anderen Burgwällen wie bei Lossow, Reitwein oder Zantoch wissenschaftliche Ausgrabungen durchgeführt. Mit der Forschungsstelle wurde dies von ihm weiter vorangetrieben. Nachdem die Grabungen von Wilhelm Unverzagt abgeschlossen waren, wurden die Grabungsstellen wieder zugeschüttet und wucherten nach und nach zu.
Am 27. Juni 1977 kollidierten ein fehlgeleiteter Bäderschnellzug der Reichsbahn und ein Güterzug beim Eisenbahnunfall von Lebus. Das Unglück kostete 29 Menschen das Leben.
Im August 2003 wurde der größte spätbronzezeitliche Fund im Oderraum in Lebus gemacht. Der Bronzehort vom Burgberg Lebus wird im Archäologischen Landesmuseum Brandenburg in Brandenburg an der Havel der Öffentlichkeit gezeigt. Mehr als 100 Bronzebeile unterschiedlicher Kategorien und Herkunft konnten gesichert werden.
Bei Ausgrabungen auf dem Burgberg fand man im Oktober 2009 überraschend nur wenige Meter südlich des Doms ein Grab mit vier zeitgleich Bestatteten. Ein Bezug zum Domfriedhof konnte aber ausgeschlossen werden, da zwischen Dom und Grab Siedlungsspuren festgestellt wurden. Es ergab sich jedoch ein Bezug zu einer ehemaligen Verteidigungsgrenze, die durch eine Häufung von Armbrustbolzenfunden und einem älteren Abschnittsgraben angedeutet wurde. Aus dem Grab selbst wurden spätslawische und frühdeutsche Keramik sowie Waffenzubehör und ein Trachtgegenstand geborgen. Die vier jungen Männer hatten alle unverheilte Hiebverletzungen von Blankwaffen an den Schädeln; zwei der Verletzungen waren sicher tödlich. Daher konnte mit großer Sicherheit geschlussfolgert werden, dass die Individuen in einem Kampf gestorben waren. Aufgrund des geborgenen Fundmaterials wurde die Bestattung auf die Zeit um 1200 bis in die erste Hälfte des 13. Jahrhunderts eingrenzt. Durch genaue Betrachtung der in den Quellen beschriebenen Schauplätze der Auseinandersetzungen in Lebus konnte der Tod mit dem Angriff Erzbischofs Willbrand von Magdeburg 1239 in Verbindung gebracht werden, bei dem vermutlich auch die Kathedrale zerstört wurde.

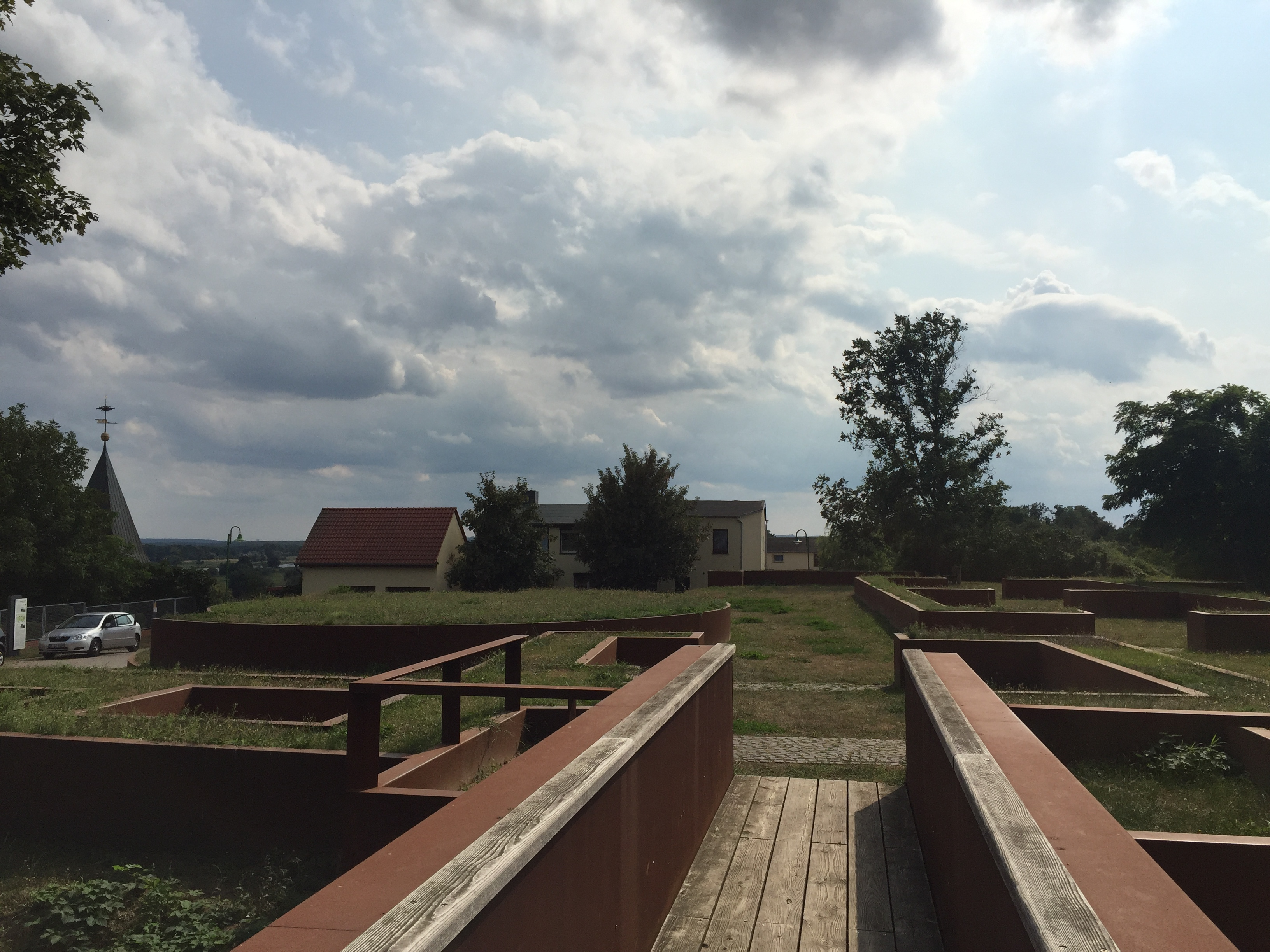
Turmberg 2021 mit Blick von der Brücke zur Burg. Links ist der runde Bergfried erkennbar. Ganz links die Turmspitze der Marienkirche.

1998 wurde die Altstadt von Lebus als Sanierungsgebiet förmlich festgelegt. Für das Gesamtprojekt wurden von der Bundesregierung 1.203.204 EUR (heutiger Wert inflationsbereinigt 1.628.012 EUR) bereitgestellt. Wichtigstes Sanierungsziel war eine Umgestaltung des Turmbergs als ehemaliger Bischofssitz, um der historischen und touristischen Bedeutung gerecht zu werden.
Bis 2012 hatten die Grabungsflächen am Turmberg als unbefestigte Hügel mit zugedecktem Turm und zugewuchertem Graben brach gelegen. 2012 fanden erneut Grabungen auf dem Turmberg anlässlich einer lange geplanten Umgestaltung des Turmberges statt. Auf dem Burgberg, vor allem am südlichen Teil hatte es über die Jahre viele systematische archäologische Grabungen gegeben, so 1938–1943, 1960 und 1974. Trotzdem waren große Teile des Areals noch unerforscht. Nur die Hälfte der Burg war bisher ausgegraben worden und der Bereich der Vorburg blieb nahezu unerforscht. Bei der Erneuerung und Umverlegung von Leitungstrassen wurden 2012 im Bereich der Vorburg die Reste eines massiven gotischen Ziegelbaus gefunden. Es wurde vermutet, dass es sich um das nach der Einrichtung des Amtes Lebus 1598 als Sitz der Verwaltung und des Amtmannes errichtete „Amtshaus“ bzw. „Commandantenhaus“ handelte, das auch „Schloss“ genannt wurde. Das Gebäude soll von der Burg durch einen Graben getrennt gewesen sein. 1631 war es bei einem Brand zerstört worden. Bei den Grabungen 2012 wurde außerdem das Fundament des Turmes bzw. Bergfriedes gefunden. Dieser war im 13. Jahrhundert errichtet worden. Er wurde irgendwann zerstört. Der Turmstumpf wurde aber noch 1740 erwähnt. Die Gestaltung des Turmbergs wurde 2015 mit dem Sonderpreis im Rahmen des Brandenburgischen Baukulturpreises ausgezeichnet.
Bei Grabungen 2021 wurde auf eine Untersuchung des Innenraums des Turmes verzichtet. Die Reste des Turmes wurden abgedeckt und mit Cortenstahlplatten markiert.
Am 22. Januar 2016 wurde im Museum „Haus Lebuser Land“ der Stadt ein etwa 2300 Silbermünzen umfassender Münzschatz vorgestellt.

### Verwaltungsgeschichte
Von 1816 bis 1950 bestand der Landkreis Lebus in der preußischen Provinz Brandenburg, zu dem die Stadt gehörte. Das Landratsamt hatte seinen Sitz in Frankfurt (Oder), ab 1863 in Seelow. Der Landkreis Lebus wurde 1950 in Kreis Seelow umbenannt und kam 1952 nach Abschaffung der Länder in der DDR zum Bezirk Frankfurt (Oder). 1990 wurde der Kreis wieder Teil des neu konstituierten Landes Brandenburg. Am 1. Juli 1992 schloss sich Lebus mit fünf weiteren Gemeinden zur gemeinsamen Erledigung der Verwaltungsgeschäfte zum Amt Lebus mit Verwaltungssitz in Lebus zusammen. Im Zuge der Kreisreform 1993 kamen Stadt und Amt Lebus zum neugebildeten Landkreis Märkisch-Oderland.

### Eingemeindungen
Am 1. Februar 1974 wurde die ehemalige Gemeinde Wüste Kunersdorf eingegliedert. Schönfließ wurde am 31. Dezember 1998 ein Ortsteil von Lebus. Am 31. Dezember 2001 folgten Mallnow und Wulkow bei Booßen.

## Bevölkerungsentwicklung
| Jahr | Einwohner |
| ---- | --------- |
| 1875 | 2 328     |
| 1890 | 2 427     |
| 1910 | 1 697     |
| 1925 | 2 513     |
| 1933 | 2 492     |
| 1939 | 2 377     |

| Jahr | Einwohner |
| ---- | --------- |
| 1946 | 1 498     |
| 1950 | 1 804     |
| 1964 | 1 753     |
| 1971 | 1 736     |
| 1981 | 1 670     |
| 1985 | 1 692     |

| Jahr | Einwohner |
| ---- | --------- |
| 1990 | 1 756     |
| 1995 | 2 010     |
| 2000 | 2 697     |
| 2005 | 3 370     |
| 2010 | 3 192     |
| 2015 | 3 146     |

| Jahr | Einwohner |
| ---- | --------- |
| 2020 | 3 144     |
| 2021 | 3 133     |
| 2022 | 3 106     |
| 2023 | 3 085     |
| 2024 | 3 049     |

Gebietsstand des jeweiligen Jahres, Einwohnerzahl: Stand 31. Dezember (ab 1991), ab 2011 auf Basis des Zensus 2011, ab 2022 auf Basis des Zensus 2022

## Politik

### Stadtverordnetenversammlung
Die Stadtverordnetenversammlung von Lebus besteht aus 16 Stadtverordneten und dem ehrenamtlichen Bürgermeister. Die Kommunalwahl am 9. Juni 2024 führte bei einer Wahlbeteiligung von 77,3 % zu folgendem Ergebnis:
| Partei / Wählergruppe                                       | Stimmenanteil 2019 | Sitze 2019 |  | Stimmenanteil 2024 | Sitze 2024 |
| ----------------------------------------------------------- | ------------------ | ---------- |  | ------------------ | ---------- |
| Wählervereinigung unabhängiger Bürger für Lebus (Pro Lebus) | 23,8 %             | 4          |  | 36,7 %             | 6          |
| Wir für Lebus                                               | –                  | –          |  | 32,0 %             | 5          |
| AfD                                                         | 15,2 %             | 2          |  | 17,9 %             | 3          |
| CDU                                                         | 09,8 %             | 2          |  | 10,2 %             | 2          |
| Einzelbewerber Andreas Köcher                               | –                  | –          |  | 03,2 %             | –          |
| Bürgerallianz für gerechte Kommunalabgaben                  | 44,6 %             | 7          |  | –                  | –          |
| Bürger für Lebus                                            | 06,6 %             | 1          |  | –                  | –          |
| Insgesamt                                                   | 100 %              | 16         |  | 100 %              | 16         |

### Bürgermeister
- 1998–2008: Berndt Tillack[27]
- 2008–2016: Herbert Radtke (Bürger für Lebus)[28]
- 2016–2017: Britta Fabig
- 2017–2018: Joachim Naumann
- 2018–2024: Peter Heinl (Bürgerallianz für gerechte Kommunalabgaben)[29]
- seit 2024: Ralf-Tore Fabig (Pro Lebus)

Heinl wurde in der Bürgermeisterwahl am 26. Mai 2019 mit 64,8 % der gültigen Stimmen gewählt.
Radtke war zum 31. Mai 2016 von seinem Amt zurückgetreten. Britta Fabig (Bürger für Lebus) wurde am 16. Juni 2016 für die restliche Legislaturperiode bis 2019 zu seiner Nachfolgerin gewählt. Fabig und ihre Stellvertreterin Nickel legten im Oktober 2017 ihre Mandate nieder.
Die Stadtverordnetenversammlung wählte am 10. November 2017 Detlev Frye (AfD) zum neuen Bürgermeister. Dass auch Vertreter der Fraktionen der CDU und der Linken für ihn gestimmt hatten, führte zu Verstimmungen in deren Landesverbänden. Frye hingegen betonte, man wähle nicht seine Partei, sondern ihn als Person. Im Nachhinein wurde die Abstimmung der Stadtverordneten für ungültig erklärt, da sie nicht auf der Tagesordnung stand und die Abstimmung, diese Wahl in die Tagesordnung aufzunehmen, gegen das Wahlgesetz verstößt. Daher wurde das älteste Mitglied der Stadtverordnetenversammlung, Joachim Naumann, vorübergehend zum Bürgermeister ernannt. Bei einem weiteren Wahltermin am 23. November 2017 wurde erneut kein Bürgermeister gewählt, da zu wenig Stadtverordnete erschienen waren. Am 22. März 2018 wurde Peter Heinl von der Stadtverordnetenversammlung zum Bürgermeister gewählt.
Fabig wurde in der Stichwahl am 30. Juni 2024 mit 54,2 % der gültigen Stimmen zum Bürgermeister gewählt. Seine Amtszeit beträgt fünf Jahre.

### Wappen
| Wappen von Lebus | Blasonierung: „In Blau auf grünem Boden ein springender goldener Wolf mit einem silbernen Lamm im Rachen.“ |
| Wappen von Lebus | Wappenbegründung: Das historische Wappen von Lebus erscheint erstmalig an einer Urkunde von 1442 als Dreiecksiegel mit der Umschrift SIGILLVM CIVITATIS LVBVS. Die Deutung des Wappenbildes wird auf den Gleichklang des Orts- bzw. Burgnamens und des lateinischen lupus „Wolf“ zurückgeführt. Das Wappen wurde vom Heraldiker Uwe Reipert überarbeitet und am 3. Mai 2000 durch das Ministerium des Innern genehmigt. |

## Sehenswürdigkeiten und Kultur

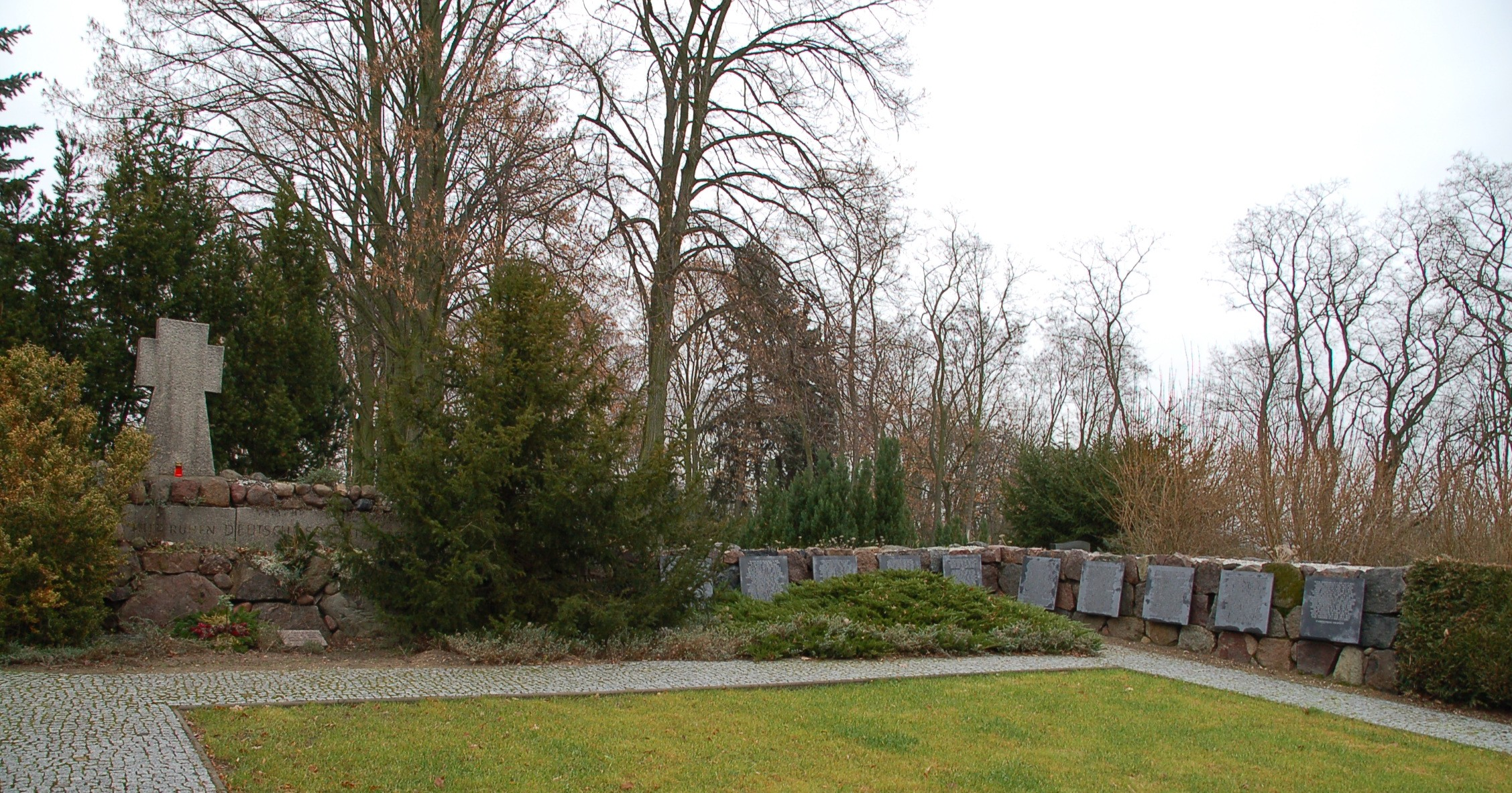
Kriegsgräberanlage für die Opfer des Zweiten Weltkrieges

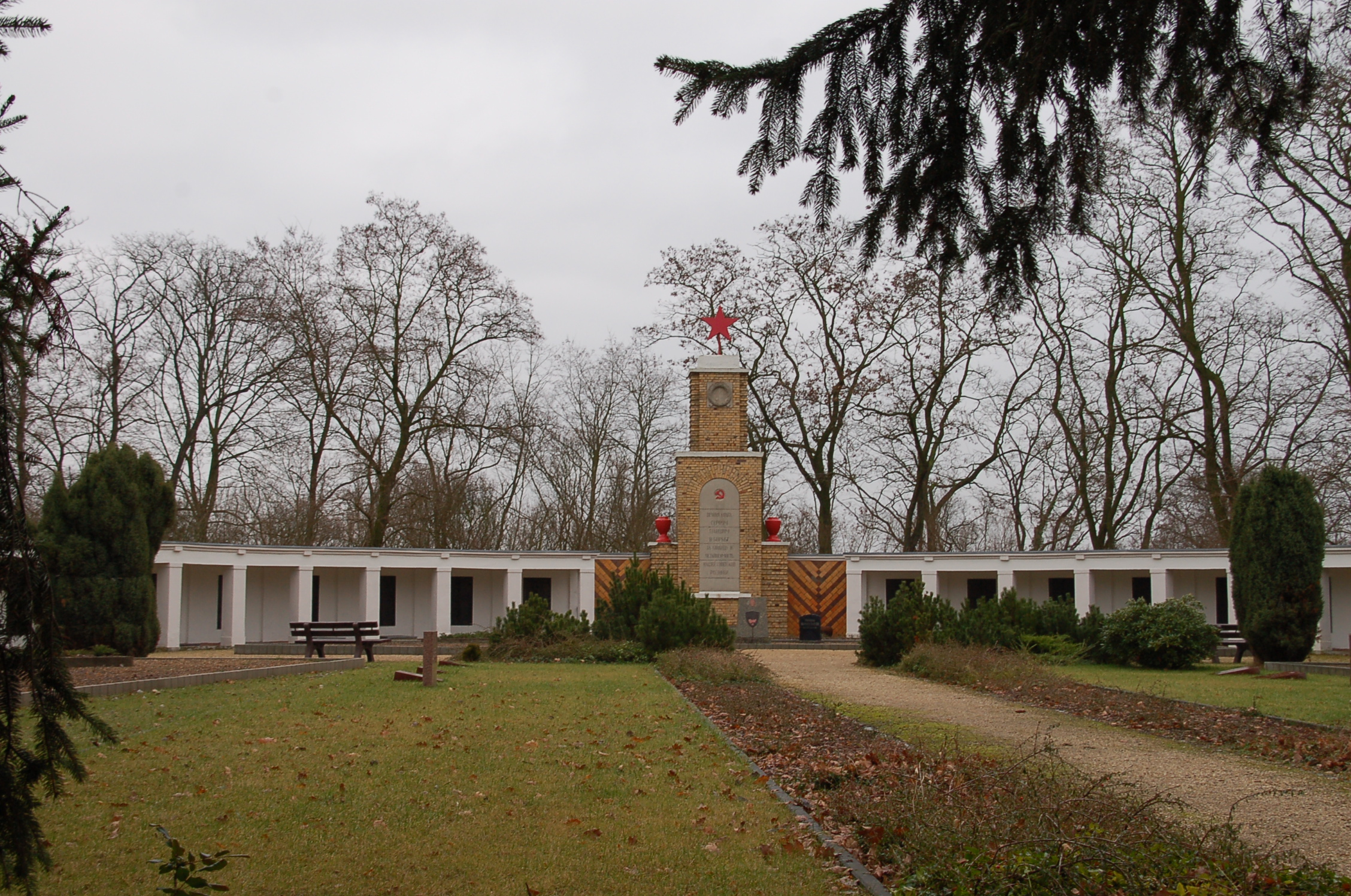
Sowjetische Kriegsgräberstätte

### Bauwerke
In der Liste der Baudenkmale in Lebus stehen die in der Denkmalliste des Landes Brandenburg eingetragenen Baudenkmale.
Die evangelische Stadtkirche „Sankt Marien“ wurde 1806 im klassizistischen Stil als Ersatz für den abgebrannten mittelalterlichen Vorgängerbau errichtet. Die am Ende des Zweiten Weltkrieges stark zerstörte Kirche wurde nach 1945 verkleinert wiederaufgebaut.

### Gedenkstätten
- Sowjetische Kriegsgräberstätte Lebus mit ca. 4400 Gräbern (zentraler russischer Zubettungsfriedhof in Brandenburg),[41] Bundespräsident Joachim Gauck besuchte den Friedhof am 8. Mai 2015.[42]
- Kriegsgräberanlage für die Opfer des Zweiten Weltkrieges am Hang zum Turmberg

### Naturdenkmale
Erwähnenswert sind der Burgberg, der Schlossberg und der Turmberg, ein 550 Meter langer und bis zu 100 Meter breiter Bergrücken, der etwa im Jahre 1000 als Wehranlage ausgebaut wurde und in vor- und frühgeschichtlicher Zeit als eine fast uneinnehmbare Festung galt. Im seit 1967 bestehenden Naturschutzgebiet „Oderberge“ befinden sich große Vorkommen an Adonisröschen, seltenen Trockenrasenpflanzen, Insekten, Vögeln und kleinen Reptilien.

### Museen
Haus Lebuser Land in der Schulstraße 7 mit einer Dauerausstellung zur Geschichte des Landes Lebus, des Bistums Lebus und der Stadt Lebus

## Wirtschaft und Infrastruktur

### Verkehr

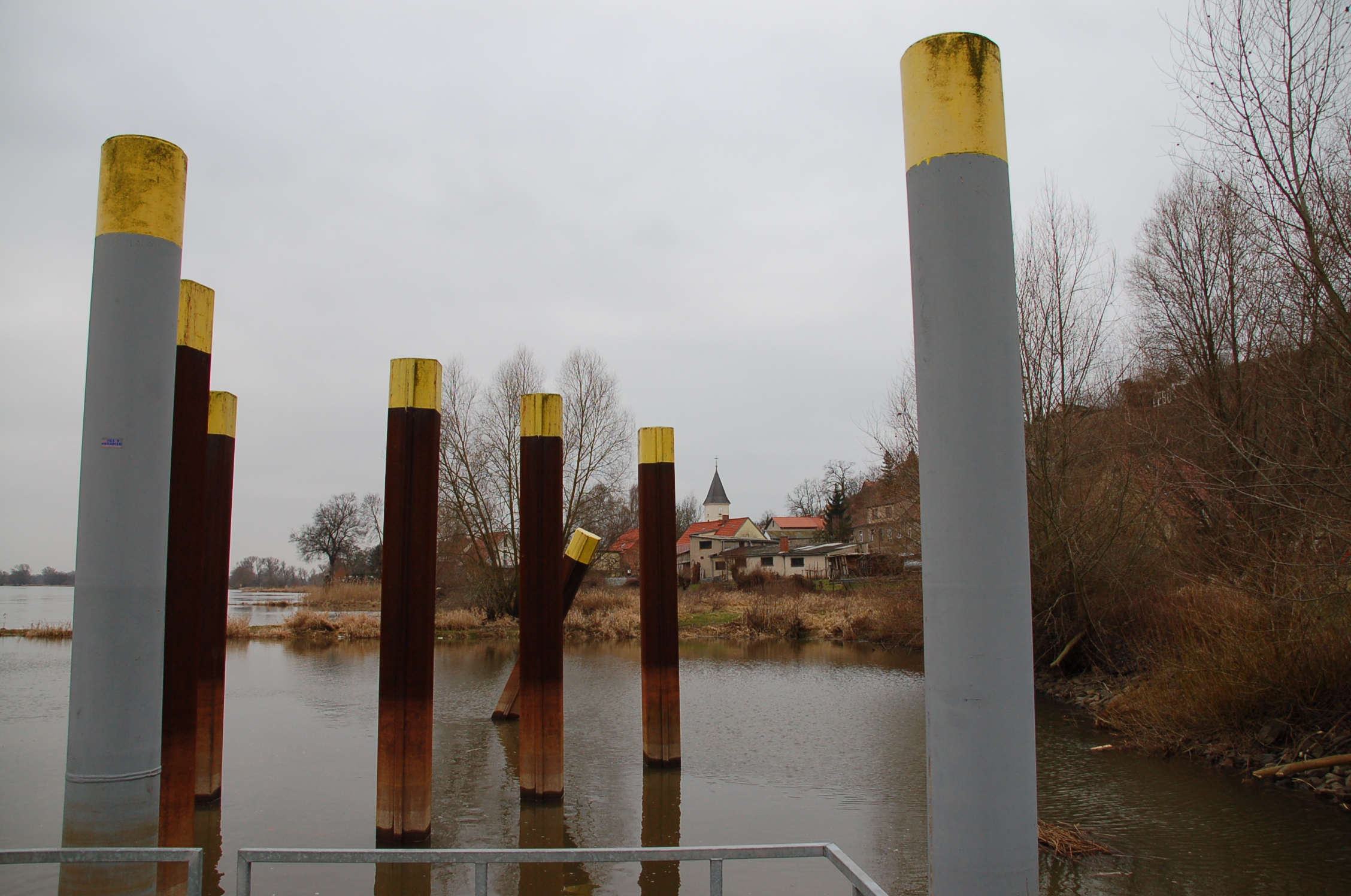
Am Schiffsanleger der Oder

Lebus ist über die Bundesstraße 112 aus Richtung Frankfurt (Oder) bzw. Gorgast und über die Bundesstraße 167 aus Richtung Seelow erreichbar. Die nächstgelegene Autobahnanschlussstelle ist Frankfurt (Oder)-Mitte an der A 12.
Bis 1996 war Lebus über die Bahnstrecke Küstrin-Kietz–Frankfurt (Oder) an das Eisenbahnnetz angeschlossen. Zum Schluss verkehrten hier Regionalbahnen der Deutschen Bahn im Zwei-Stunden-Takt.
Lebus ist mit den Bussen der Märkisch-Oderland Bus GmbH (mobus) zu erreichen. Die Linien 968 und 969 stellen den Anschluss in Richtung Frankfurt (Oder) und Seelow her.
Durch den Unterkrug, vorbei am Reiterhof, weiter über den Kietzer Berg Richtung Altstadt, führt der Oder-Neiße-Radweg. Hier finden Radfahrer und Besucher Gastronomie und diverse Unterkünfte.

### Sport
Das sportliche Leben organisiert der 1990 gegründete Verein Blau-Weiß Lebus, der neben Fußball auch Skating, Reitsport, Volleyball und Tischtennis anbietet.

## Persönlichkeiten

### Söhne und Töchter der Stadt
- Ernst Gottlieb von Börstel (1630–1687), kurbrandenburgischer Kriegsrat und Kammerherr
- Günter Eich (1907–1972), Hörspielautor und Lyriker
- Hans Beckmann (1915–1982), Offizier der NVA
- Siegfried Sorge (1917–1995), Kommunal- und Landespolitiker in Hessen
- Werner Kupper (1926–2014), Diskuswerfer
- Frank Laufenberg (1945–2025), Radio- und Fernsehmoderator, Musikjournalist
- Elke Weckeiser (1945–1968), Todesopfer an der Berliner Mauer
- Ralf Buchheim (* 1983), Sportschütze

### Mit Lebus verbundene Persönlichkeiten
- Johann von Borsnitz (–nach 1420), Bischof von Lebus
- Dietrich von Bülow (1460–1523), Bischof des Bistums Lebus-Fürstenwalde
- Georg von Blumenthal (1490–1550), Bischof des Bistums Lebus-Fürstenwalde
- Renatus Andreas Kortum (1674–1747), Theologe und Übersetzer, 1721–1741 Pfarrer in Lebus
- Johann Gottlieb Gleditsch (1714–1786), Botaniker und Arzt, 1740–1742 Kreisphysikus in Lebus
- Karl Lukas Honegger (1902–2003), Maler, lebte zeitweilig in Lebus
- Michael Buchheim (* 1949), Sportschütze, Kommunalpolitiker, lebt in Lebus